# 2016 en Irak
Cet article présente les faits marquants de l'année 2016 en Irak.

## Évènements
- 3 au 5 février : bataille de Kudilah.
- 9 février : le gouvernement irakien reprend totalement Ramadi à l’État islamique.
- 28 février : attentats-suicides multiples à Sadr City.
- 6 mars : explosion d'un camion piégé à Hilla[1].
- 24 mars : début de l'offensive de Qayyarah.
- 25 mars : attentat à Al-Asriya.
- Avril : attentat du 30 avril à Bagdad.
- Mai : bataille de Tel Asqaf ; attentats du 11 mai et attentats du 17 mai à Bagdad.
- 26 juin : l'armée irakienne reprend la ville de Falloujah à l'État islamique.
- 3 juillet : un attentat à Bagdad fait plus de 300 morts.
- 25 août : fin de l'offensive de Qayyarah.
- 15 octobre : un attentat à Bagdad fait au moins 34 morts[2].
- 17 octobre : début de la bataille de Mossoul.
- 21 au 24 octobre : bataille de Kirkouk.
- 31 décembre : un attentat sur un marché de Bagdad fait 27 morts.